# Buddhabrot

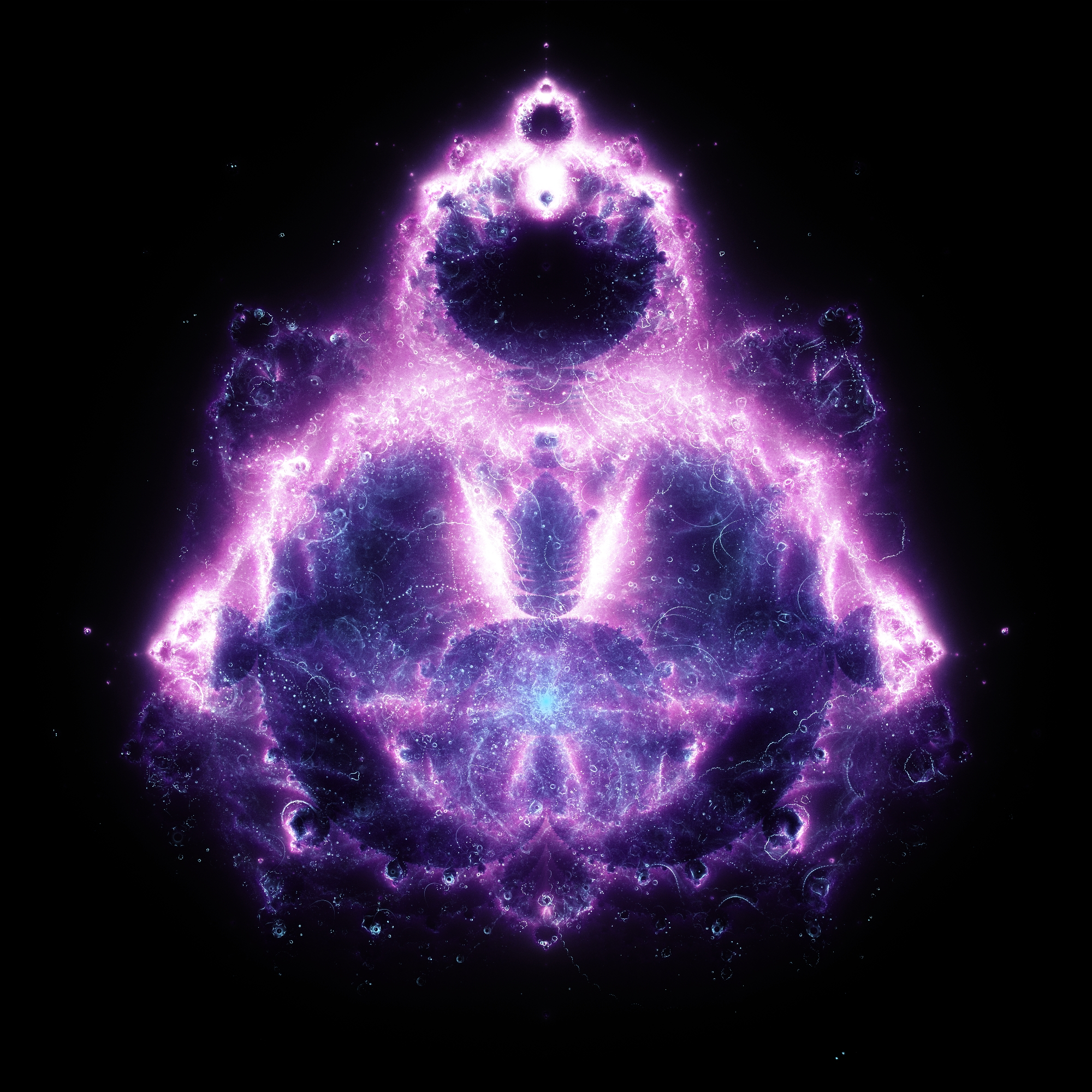
Representación gráfica del Buddhabrot con 20.000 (púrpura), 100.000 (azul) y 1.000.000 (blanco) iteraciones.

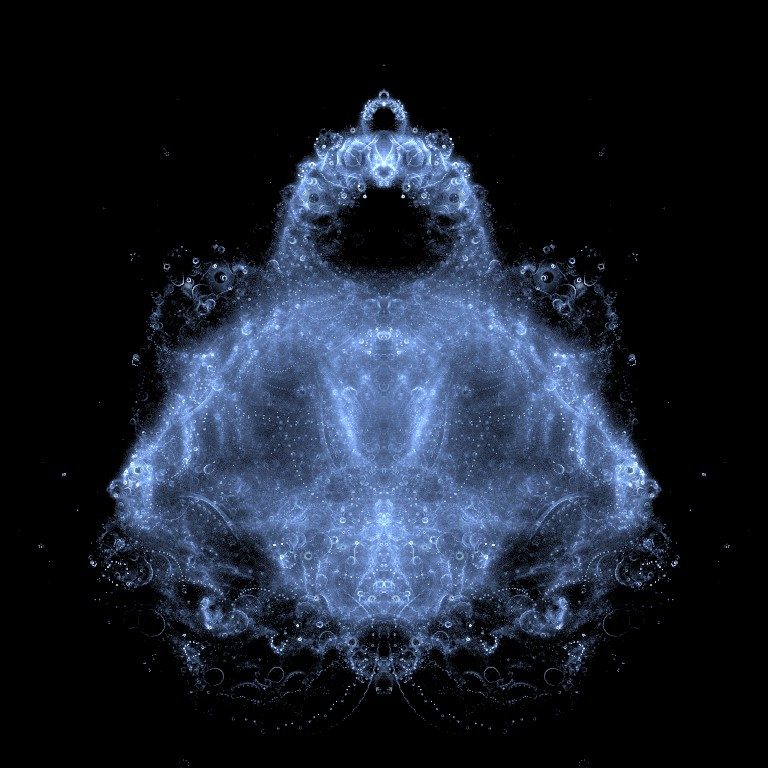
Deeply iterated Buddhabrot.

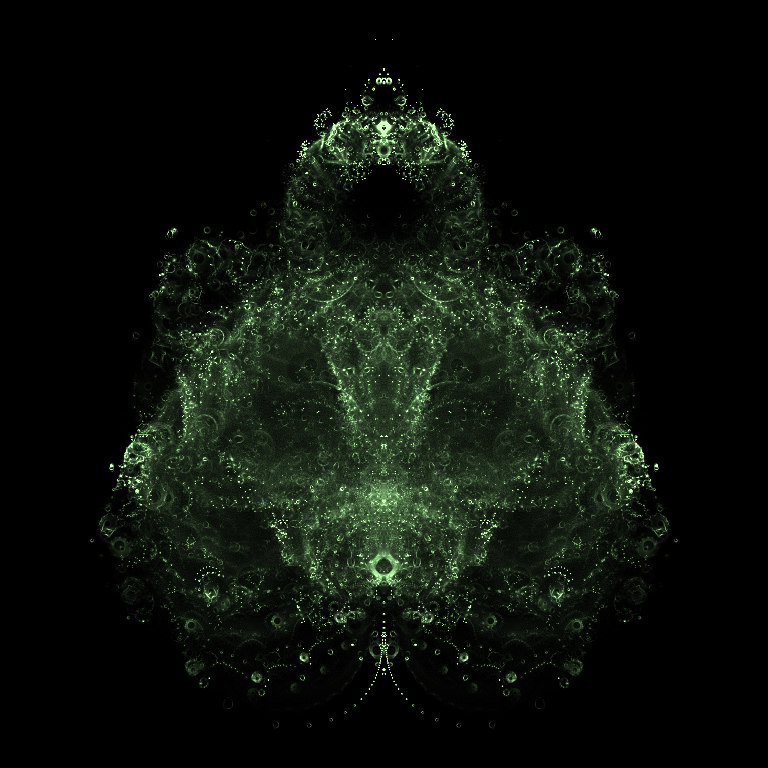
Buddhabrot showing only slow escapes.

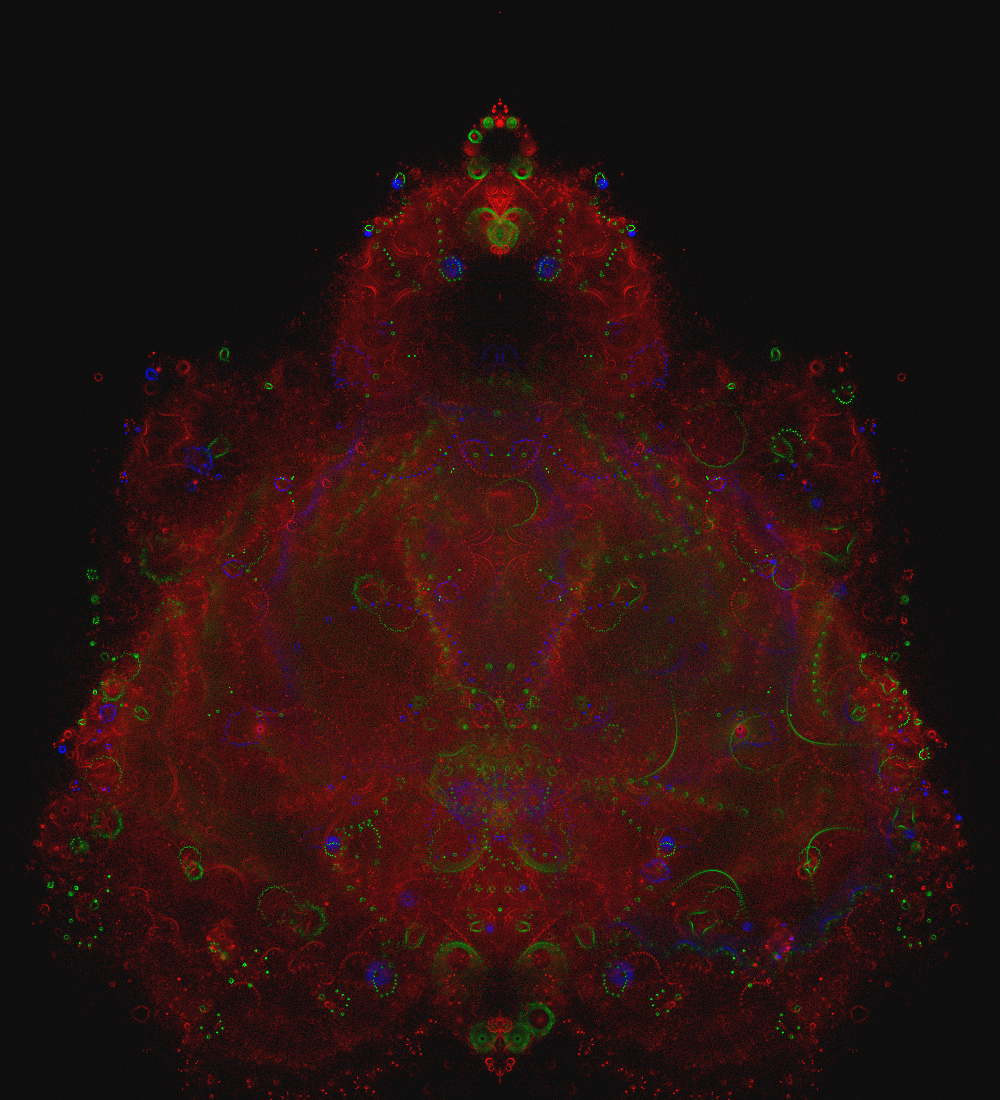
Buddhabrot in RGB.

El Buddhabrot es una representación gráfica especial del conjunto de Mandelbrot que orientada de forma tradicional, muestra ciertas semejanzas con representaciones de Buda Gautama. Vista cabeza abajo, aparenta vagamente un rostro humano, con unas gafas largas y triangulares por encima de los ojos.

## Descubrimiento
La técnica de renderizado fue descubierta y más tarde descrita en 1993 en un mensaje  en Usenet en el grupo sci.fractals por Melinda Green.
Anteriores investigadores se habían acercado mucho a la técnica para encontrar los Buddhabrot. En 1988, Linas Vepstas envió imágenes similares a Cliff Pickover para que las incluyera en su libro a punto de publicar, Computers, Pattern, Chaos, and Beauty. Esto llevó directamente al descubrimiento de los tallos de Pickover. Estos investigadores no filtraron las trayectorias de no-escape requeridas para producir estas figuras de arte Hindú. Melinda Green las llamó en primer lugar «Ganesh», ya que uno de sus colegas indios, al ver la imagen, la reconoció como el dios Ganesha, el cual tiene cabeza de elefante. El nombre de Buddhabrot fue acuñado más tarde por Lori Gardi.

## Método de renderizado
Matemáticamente, el conjunto de Mandelbrot consiste en una serie de puntos c en el plano complejo para los cuales la secuencia iterativa definida por
{\displaystyle z_{n+1}={z_{n}}^{2}+c\,}
con z0 = 0 no tiende a infinito.
De hecho, el Buddhabrot es representado creando una matriz 2-dimensional de contadores, cada uno de los cuales corresponde al píxel final de la imagen. Entonces, una muestra aleatoria u homogénea, dependiendo de la aplicación, es iterada a través de la función de Mandelbrot. Para aquellos puntos que escapan en un número determinado de iteraciones, y que por tanto no se encuentran en el conjunto de Mandelbrot, sus valores son iterados de nuevo en la función de Mandelbrot y esta vez, cada pixel se incrementa en uno cuando z alcanza el valor del contador.
Cuando se ha iterado un número suficiente de valores de c, los colores de la imagen (o la saturación o el brillo) son escogidos sobre la base de los valores en la matriz.

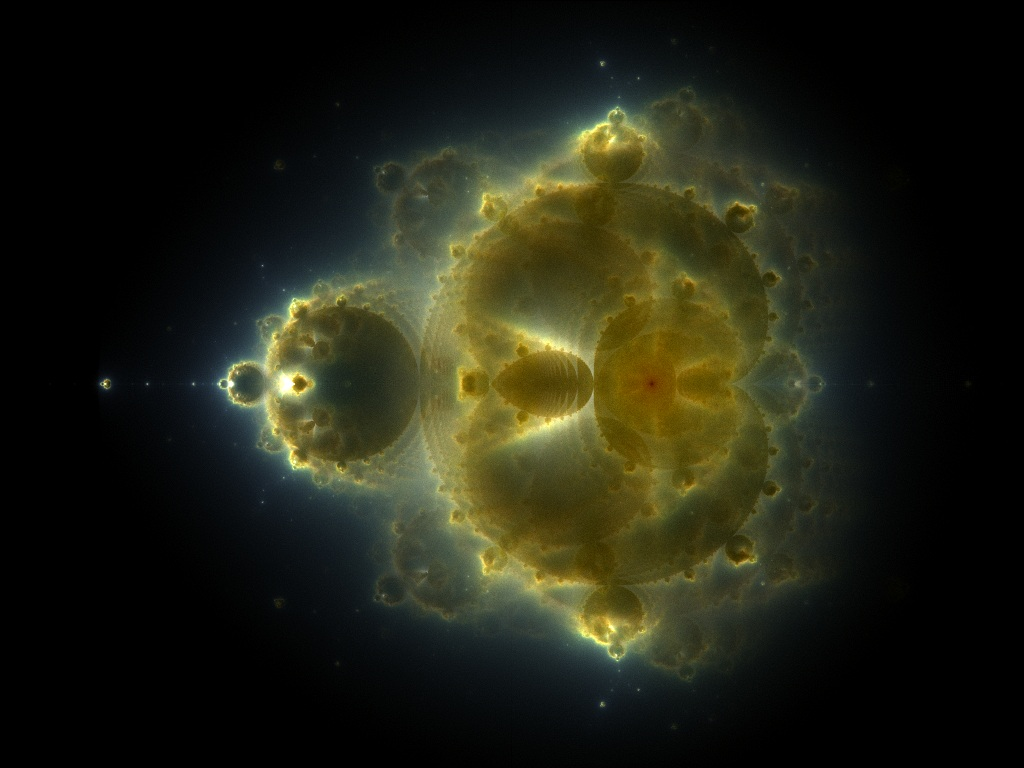
Nebulabrot

## Anti-Buddhabrot
Ya que el renderizado de los Buddhabrot conllevan iterar dos veces cada píxel (uno para saber si escapa y otro para su trayectoria), es mucho más intensivo computacionalmente que la técnica estándar de renderizado de los conjuntos de Mandelbrot. Además, el realizar un zum requiere mucha más potencia, ya que el camino de un píxel que escape podría entrar desde fuera en el trozo que está siendo renderizado. Sin recurrir a avanzadas técnicas probabilísticas, el zum de un Buddhabrot es una ventana de un renderizado a mayor escala del gráfico.

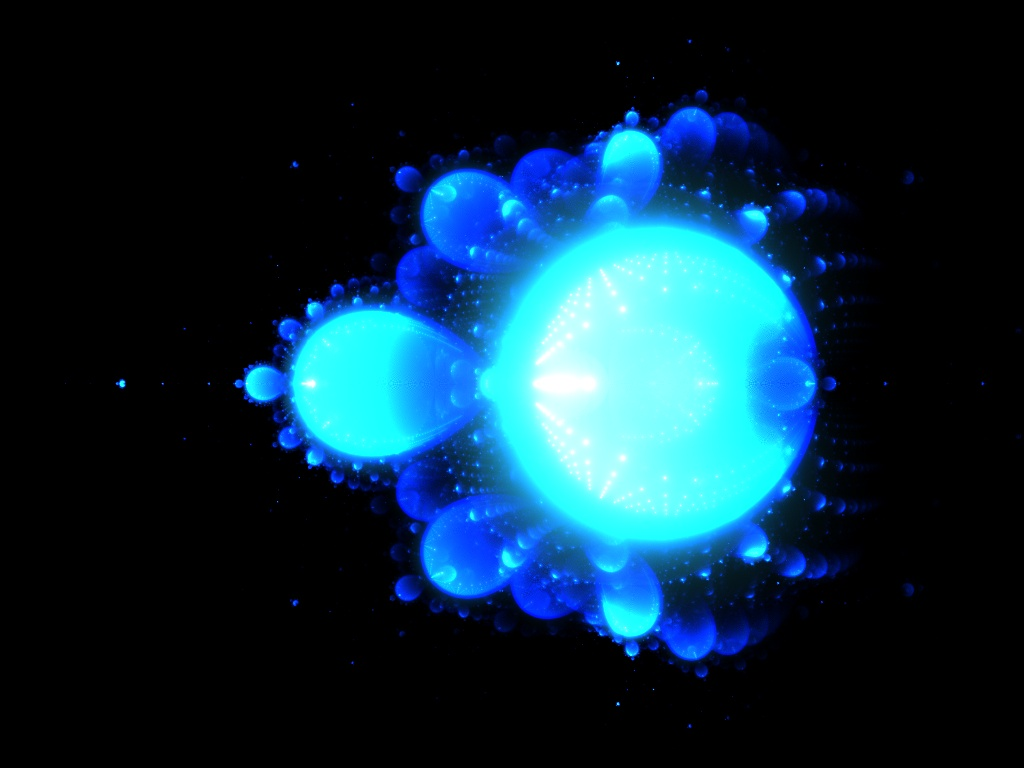
Anti-Buddhabrot.

El número de iteraciones escogido para determinar la convergencia del conjunto de Mandelbrot tiene un gran impacto en la apariencia de la imagen. Grandes valores tienen a mostrar una apariencia más "religiosa", ya que con pocos puntos, se muestran caminos de mayor recorrido que con más iteraciones serían filtrados de la imagen.
También es posible crear una composición a partir de tres imágenes con diferentes iteraciones y diferentes colores, como por ejemplo, combinando una imagen roja con 2000 iteraciones, una verde con 200 y una azul con 20, una técnica similar a la usada por los astrónomos para producir imágenes con falsos colores. Estas imágenes suelen llamarse Nebulabrot, ya que sus resultados son parecidos a los de una nebulosa.
Otra técnica es considerar los caminos para los puntos c tales que se encuentren en el conjunto de Mandelbrot, una especie de Anti-Buddhabrot.